# Sans titre (Rückriem)
Pour les articles homonymes, voir Sans titre.
Sans titre est une œuvre d'Ulrich Rückriem située dans une galerie du troisième cloître du monastère royal de Brou. Elle consiste en une sculpture déclinée en quatre stèles : « Rückriem a voulu évoquer les anciennes pierres tombales de religieux antérieurement situées au sol des églises et qu'on a souvent redressées contre les murs pour les protéger de l'usure ». Cette œuvre installée en 1990 a été inaugurée le 21 mars 1991. Sa conception fait suite à une commande publique, : son propriétaire est la ville de Bourg-en-Bresse.